# The Blackening
The Blackening es el sexto álbum de la banda estadounidense de groove metal Machine Head. Fue grabado en un corto periodo de cuatro meses, entre agosto y noviembre de 2006, y su composición se expandió entre finales de 2005 y comienzos de 2006. 
The Blackening vendió 15 000 copias en su primera semana, alcanzando el puesto más alto de un disco de la banda en el Billboard 200. Muchos críticos alabaron el álbum por su agresividad y musicalidad, aunque fue criticado por la excesiva duración de las canciones.[cita requerida] Una edición especial del disco incluye una versión de "Battery", canción original de Metallica.
Acerca del disco, el vocalista y guitarrista de la banda, Robb Flynn, dijo que el disco "es el trabajo más ambicioso que hemos afrontado hasta la fecha. Nos hemos retado para elevar el listón de nuestra capacidad técnica y estructural".

## Antecedentes
"Slanderous" fue el primer tema compuesto que acabaría formando parte de la lista de canciones del disco, escrita a finales de 2004. En febrero de 2005, la banda ya había compuesto versiones primitivas de los temas "Aesthetics of Hate" y "Beautiful Morning". Ese mismo mes, febrero de 2005, Robb Flynn fue elegido capitán en el proyecto Roadrunner United, llevado a cabo para celebrar el 25º aniversario de Roadrunner Records. Flynn produjo cuatro canciones para la grabación y sintió que su habilidad como productor había mejorado después de su experiencia como miembro del proyecto. Estas habilidades fueron desarrolladas por el vocalista en la versión de Metallica, "Battery".

## Grabación
Una demo del disco, editada en noviembre de 2005, contenía trece canciones, que incluían versiones primerizas de "Aesthetics of Hate" y "Halo". "Aesthetics of Hate" contenía lo que Flynn definió como "una p*** copia de "Angel of Death". La odiaba cada vez que la tocábamos así que estoy contento de que esa parte se fuese". A mediados de agosto de 2006, Machine Head anunció que el título de su nuevo álbum sería The Blackening. Flynn y el batería Dave McClain estuvieron el 18 y el 19 de agosto improvisando juntos, afinando los acordes de las canciones y planeando la producción. Phil Demmel volvió a las labores de guitarrista y Adam Duce regresó como bajista. Robert Flynn definió "Clenching the Fists of Dissent" como la canción más difícil de crear, ya que la introducción tenía 90 pistas de grabación.
Machine Head entró en los estudios Sharkbite de Oakland, California, el 21 de agosto de 2006 para comenzar con la grabación de The Blackening con Flynn asumiendo la producción del disco. De las 26 canciones escritas, sólo se seleccionaron ocho para formar parte del disco. McClain había completado las pistas de seis de las ocho canciones el 25 de agosto, y acabó con las restantes dos el día siguiente. La grabación de las pistas concluyó el 16 de noviembre.
La banda estaba sorprendida de la duración de "Clenching the Fists of Dissent" y "A Farewell to Arms", ambas con más de diez minutos de duración, y se preguntó si los fanes serían capaces de asumir lo que la banda estaba haciendo. La inclusión de una canción de diez minutos como introducción del disco ("Clenching the Fists of Dissent") hizo dudar a la compañía discográfica, Roadrunner Records, y le preguntó a la banda si no querían comenzar con algo más directo. La banda no se preocupó por el tema y pensó que la extensa canción había sentado las bases del disco.
Flynn dijo que "Clenching the Fists of Dissent" y "Wolves" fueron las canciones más difíciles de construir. Para la primera, le atribuyó la dificultad de mezclar todas las pistas, que en total superaban holgadamente las 100. De "Wolves", el vocalista dijo que "todo tenía que ir muy ajustado; había muchos riffs que tenían que ser colocados en el sitio exacto".
El cantante y líder de la agrupación dijo también que la banda fue muy ingenua acerca de la duración de las canciones, y se preguntó si podrían ser adecuadas para ser emitidas en la MTV o por la radio, ya que la banda no quería apoyo por parte de los medios de comunicación. "Now I Lay Thee Down" posee un estribillo que Flynn describe como pop y añadió una letra acerca de un hombre que mata a otro y luego se suicida. Esto hizo que la canción no fuese adaptable para las radios y televisiones y le dio trazas épicas y oscuras, alcanzando el objetivo de la banda.

## Temas de las letras
Los temas de las letras del disco giran en torno al amor, la guerra, el suicidio, las sectas y la ira causada por la sociedad. El primer sencillo del álbum, "Aesthetics of Hate", es una respuesta a un artículo escrito por William Grim para el sitio web Iconoclast. Dicho artículo, bajo el título de "Aesthetics of Hate: R.I.P. Dimebag Abbott & Good Riddance" (traducido: "Estética del Odio: Q.E.P.D. Dimebag Darrell ¡y ya era hora!"), alaba el asesinato del guitarrista Dimebag Darrell, muerto mientras actuaba en un concierto de Damageplan el 8 de diciembre de 2004 a manos del perturbado Nathan Gale. En dicho artículo, Grim escribió que Darrell era "un ignorante, bárbaro y un poseedor sin talento de una guitarra que se parece más a un simio que a un humano y es parte de una generación que ha confundido un escupitajo con arte e involuntariamente refleja acciones emotivas". Después de leer el artículo, Robb Flynn estaba tan furioso que escribió "Aesthetics of Hate" a modo de un mensaje de "jódete", rindiendo así tributo al fallecido Dimebag. Flynn escribió un mensaje en la página oficial de la banda que decía: "¿Qué sabrás tú del amor o de principios? Todo lo que sabes es enseñar prejuicios, y tu corazón es tan negro como los 'repugnantes ignorantes fanes del heavy metal que mencionas en tus enrevesados y ficticios pensamientos. Es la gente como tú la que tiene la culpa de que exista gente como Nathan Gale en este mundo, y no Dimebags y músicos de metal que trabajan para unir al mundo a través de la música".

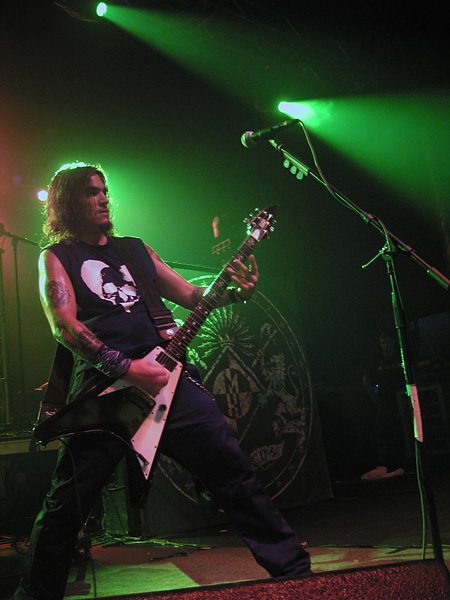
Robb Flynn, vocalista y guitarrista de Machine Head, durante un concierto el 4 de agosto de 2006.

Las canciones "Clenching the Fists of Dissent", "A Farewell to Arms" y "Halo" hablan de política, la Guerra de Irak y la religión organizada. El álbum debut de Machine Head, Burn My Eyes, contiene un tema de letra similar, "A Thousand Lies", que trata la Guerra del Golfo. "Now I Lay Thee Down" contiene una historia al estilo de Romeo y Julieta, mientras que "Slanderous" habla del odio hacia la sociedad y "Wolves" presenta el deseo de la banda de "ganar lo es todo", que ya había aparecido en anteriores trabajos de la banda.

## Recepción de la crítica
The Blackening fue recibido generalmente con buenas opiniones y críticas, aunque fue criticado por la excesiva duración de las canciones. El sitio web Blabbermouth.com valoró el disco con un 9.5 sobre 10, añadiendo que The Blackening es "una de las más puras, finas y poderosas expresiones del heavy metal moderno", subrayando los temas "Aesthetics of Hate" y "Beautiful Morning". Por su parte, Allmusic describió el trabajo como "una superación de rabia con todas las cualidades que hicieron que Machine Head tenga hoy en día una poderosa base de fans", y alabó las canciones "Beautiful Morning", "Halo" y "Now I Lay Thee Down".
La revista Rock Sound adjudicó al álbum una puntuación de 9 sobre 10 y alabó los dos primeros minutos del disco, que se corresponden con la canción "Clenching the Fists of Dissent" al decir que son "un ataque de thrash metal de la vieja escuela que hace olvidar a Supercharger", ya que la autora del artículo, Eleanor Goodman, piensa que Supercharger es el punto flaco de la discografía de la banda. Goodman también remarcó la "suave producción" y cree que la ira de Flynn ha permanecido a lo largo de 15 años. La publicación Blender comparó el disco con ...And Justice for All de Metallica, pero notó que las letras parecen "copiadas de cómics". Por su parte, la revista de habla hispana Rockaxis alaba notablemente el disco y la consolidación en la formación del guitarrista Phil Demmel en su segundo trabajo con la banda y lo compara con la "opera prima" de la banda, Burn My Eyes.
Sin embargo, no todo fueron buenas críticas. Rolling Stone y NME calificaron negativamente el disco. Rolling Stone se quejó de la duración de las canciones, muchas de más de nueve minutos, y calificó a "A Farewell to Arms" como "una horripilante pieza de diez minutos que suena como tres canciones de la era Load de Metallica pegadas entre sí". Sin embargo, esta misma publicación se posicionó de acuerdo al regreso de la banda a "sus raíces en el thrash metal". NME describió el disco como una "no vuelta a lo antiguo", lo que hace que uno "tenga ganas de excavar en su álbum debut de 1994, Burn My Eyes".
Cabe destacar que "Aesthetics of Hate" recibió una nominación a los premios Grammy de 2008 en la categoría de mejor interpretación de metal, cuya gala se celebró en febrero del mismo año.

## Recepción del público
The Blackening fue colgado en Internet dos semanas antes de ser editado oficialmente por un periodista estadounidense que recibió una copia del futuro disco. Phil Demmel, guitarrista de la banda, pensó que esto había creado una inusitada expectación. Flynn expresó al respecto: "Hay una rivalidad entre la expectación en Internet y la exageración de las compañías discográficas, y si la exageración gana a la expectación, ya estás viendo un montón de bandas vendiendo un montón de copias en su primera semana". The Blackening se convirtió en el disco más vendido de la banda en los Estados Unidos, donde entró en el Top Rock Albums en el noveno puesto, y en el Billboard 200 en el 54 al vender unas 15 000 copias en su primera semana. Este disco mejoró los números de su anterior publicación, Through the Ashes of Empires, que vendió 12 000 discos una semana después de ser editado y llegó al puesto 88 del Billboard 200. A pesar de esta buena aclamación, en su siguiente semana The Blackening cayó al puesto 171 y salió de la lista en la tercera semana de su publicación.
El mismo disco alcanzó en Alemania y Bélgica la 12º posición, la 14.ª en Australia, la 16.º en el Reino Unido y la 19.º en Suecia, mientras que en Irlanda trepó hasta el 23.er lugar, hasta el 29.º en los Países Bajos, el 34.º en Francia y el 55.º en Italia. Como curiosidad, cabe destacar que The Blackening vendió en dos semanas más copias que Through the Ashes of Empires en tres años.

## Diseño de la portada y edición especial
La dirección artística del disco fue comandada por Paul Brown, colaborador habitual en los lanzamientos del grupo, quien también ha trabajado con Marilyn Manson. La portada está basada en un grabado en metal del siglo XVI, utilizado para asustar a la gente con ir al infierno y para cuestiones de propaganda. Incluye un esqueleto sentado en un trono con un pie sobre la bola del mundo y una tabla con la inscripción "The mirror which flatters not" ("El espejo que no halaga") escrita de modo que las letras aparecen correctamente al verlas a través de un espejo. Flynn dijo que "este disco es como sostener un espejo sobre nosotros. Está hablando acerca de las cosas que suceden ahora, pero no tiene por qué estar hablando específicamente de este tiempo".
Dos ediciones especiales limitadas fueron publicadas en Europa: un LP doble en vinilo y una edición especial con dos discos con una caja cubierta en plata. El segundo disco de esta segunda edición es un DVD que contiene la versión de Metallica, "Battery", un vídeo titulado The Making of The Blackening y un documental grabado en la gira que dio el grupo en 2006, bajo el nombre de Sounds of the Underground Tour Diary.

## Lista de canciones
Todas las letras escritas por Flynn excepto donde se indique; toda la música escrita por Flynn y Demmel excepto donde se indique:
1. "Clenching the Fists of Dissent" – 10:36 (música: Flynn/McClain/Demmel)
2. "Beautiful Mourning" – 4:46
3. "Aesthetics of Hate" – 6:38 (música: Flynn; letra: Flynn/Duce)
4. "Now I Lay Thee Down" – 5:34
5. "Slanderous' – 5:16
6. "Halo" – 9:03 (música: Flynn/McClain/Duce/Demmel)
7. "Wolves" – 9:01 (música: Flynn/Demmel/Duce)
8. "A Farewell to Arms" – 10:15 (letra: Flynn/Duce/Demmel)
9. "Battery" – 5:02 (James Hetfield/Lars Ulrich, versión de Metallica)

## Integrantes
- Robb Flynn - Voz, guitarra y producción
- Phil Demmel - Guitarra
- Adam Duce - Bajo y coros
- Dave McClain - Batería
- Mark Keaton - Ingeniero de sonido
- Colin Richardson - Producción y mezclas
- Matt Hyde - Ingeniero de mezclas